# 右近福次郎
右近 福次郎（うこん ふくじろう、1883年〈明治16年〉10月4日 - 没年不明）は、日本の実業家、資産家。族籍は福井県平民。

## 経歴
福井県・右近権左衛門の男。右近和作の養弟。1901年、大阪府立北野中学校卒業。慶應義塾に学ぶ（1927年に特選）。1918年、分家する。
日本海上保険常務、同専務取締役、朝鮮電気社長、右近商事、元山水力電気、南朝鮮水力電気各取締役、日海興業、大阪酸水素、和歌山紡績各監査役等をつとめる。

## 人物
実業界に入り日本海上保険、朝鮮電気、元山水力電気等の重役だった。兵庫県在籍で、住所は神戸葺合町、武庫郡住吉村室ノ内（現・神戸市東灘区住吉本町）。

## 家族・親族
右近家

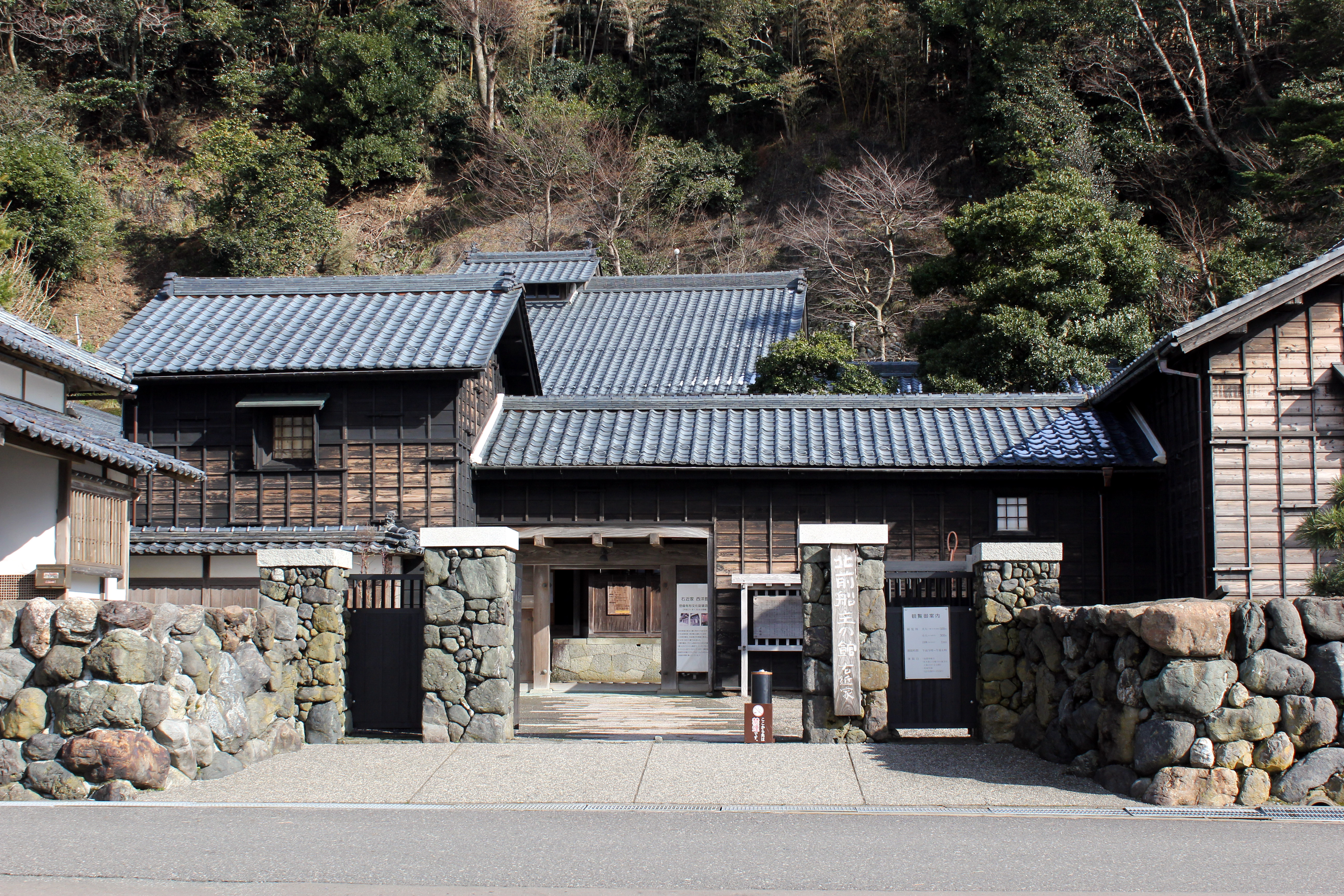
北前船主の館・右近家

- 父・十代目権左衛門（1853年 - 1916年、福井平民、日本海上保険社長） - 福井県南条郡河野村の人で、住所は大阪市西区西長堀北通[3]。
- 養兄・和作[3]（1876年 - ?、実業家、資産家）
- 弟・十一代目権左衛門（1889年 - 1966年、旧名は義太郎[3]、実業家）
  - 同妻・政子（石川、時国甫太郎の二女、時国武二郎の妹）[7]
  - 同男・保太郎[7]
- 妻・とき（1890年 - ?、岐阜、小寺成蔵の二女[1]、小寺敬一の姉[7]）
- 長女・信子（1911年 - ?、三重、辻孫一郎の弟、栄三の妻）[7]
- 男・徳太郎（1913年[7] - 1944年、サッカー選手）
- 男・泰太郎（1916年 - ?）[7]
- 男（1918年 - ?）[7]

親戚
- 時国武二郎（医学博士、内科医師）
- 小寺成蔵（尼崎紡績監査役）
- 小寺敬一（関西学院高等商業学部教授）